# Eremophanoides
Eremophanoides is een kevergeslacht uit de familie van de boktorren (Cerambycidae). De wetenschappelijke naam van het geslacht werd voor het eerst geldig gepubliceerd in 1978 door Breuning.

## Soorten
Eremophanoides is monotypisch en omvat slechts de volgende soort:
- Eremophanoides tanganjicae Breuning, 1978